# Library of Congress Control Number
Library of Congress Control Number (LCCN) er en identifikation som gives af Library of Congress og som fungerer som nøgle for en indføring i den amerikanske nationalbibliografi.

## Eksterne links
- LC Control Numbers struktur
- The Library of Congress' søgekatalog